# Tours-en-Vimeu
Tours-en-Vimeu is een gemeente in het Franse departement Somme (regio Hauts-de-France) en telt 722 inwoners (1999). De plaats maakt deel uit van het arrondissement Abbeville.

## Geografie
De oppervlakte van Tours-en-Vimeu bedraagt 13,4 km², de bevolkingsdichtheid is 53,9 inwoners per km².
De onderstaande kaart toont de ligging van Tours-en-Vimeu met de belangrijkste infrastructuur en aangrenzende gemeenten.

## Demografie
Onderstaande figuur toont het verloop van het inwonertal (bron: INSEE-tellingen).